# 東栄町 (新潟市)
東栄町（とうえいちょう、ひがしさかえまち）は新潟県新潟市北区の町字。
「とうえいちょう」と「ひがしさかえまち」という2つの読みが存在し、それぞれ指す地域が異なるという珍しい町である。
東栄町には、北区役所や北区文化会館が位置する。現在は、新潟市北区東栄町1丁目から3丁目がある。
東栄町は、新潟競馬場近くの地域である。
東栄町 は豊栄市に属していたが、2005年3月に豊栄市が新潟市に編入合併されたときに、東栄町の名称を豊栄東栄町に変更する。しかし、2007年4月に新潟市が指定都市に指定される際、豊栄東栄町の名称を東栄町に変更する。